# 任意 (學者)
任意（1980年代—），中国政治专栏作家，以网名 @兔主席 活跃在社交平台。

## 家庭背景
红三代，是中国共产党元老、前中共广东省委第一书记任仲夷之孙、中国航天基金会理事任克宁之子，自幼在广州长大，粤语熟练。

## 人物经历
曾于英国求学，并经其祖父任仲夷写信引荐，受到美国汉学家傅高义教授邀请并担任其“中国改革年代”的研究助理，协助他研究《邓小平时代》。他后来在哈佛大学肯尼迪政府学院拿到了硕士学位，曾供职费正清东亚研究中心。毕业后，任意任职于北京的一家中资投资银行，长期往来于北京和香港之间。
在《南方都市报》《南方周末》《羊城晚报》等媒体发表文章，新浪微博言论以社会、政治、历史评论为主，言论常为主流媒体引用。他声称，自己的部分文章被当作中国官方的“内参”。他的2020年文章《唤醒中国民族主义的不是中国政府，而是美国政客》被人民网转载。
2019年反修例运动期间曾以建制派视角发表大量关于香港问题的文章，吸引大量中国大陆网民关注；相关文章于2020年被中华书局以《撕裂之城：香港運動的謎與思》为题集结成文集出版。
2022年美国众议长南希·佩洛西访问台湾之后，在网上痛批胡锡进。
白紙運動爆發後，分析認為事件有“境外勢力”參與內外策應，因為相關口號是政治性的、關鍵外媒都到了現場和作頭條報導、多個地方同時發生示威和维基百科第一時間出現相關條目等。

## 著作
- . 香港: 中華書局. 2020年10月8日. ISBN 9789888676293.
- 「中國之路」與平行世界：COVID-19疫情時代的中國視角觀察，2022年10月，三聯書店（香港）有限公司，9789620450563